# The Betty Hutton Show
The Betty Hutton Show è una serie televisiva statunitense in 30 episodi trasmessi per la prima volta nel corso di una sola stagione dal 1959 al 1960. È una sitcom incentrata sulle vicende di Goldie Appleby (interpretata da Betty Hutton e dei tre ragazzi la cui custodia le è affidata alla morte del loro padre (il dodicenne Joel Olivieri e i giovani Peter Miles e Gigi Perreau).

## Trama
Goldie Appleby è una showgirl che si arrangia facendo manicure. Uno dei suoi clienti abituali è un milionario, Mr. Strickland. Dopo la morte improvvisa di Mr. Strickland, Goldie scopre che l'uomo ha lasciato a lei tutti i suoi averi (60 milioni di dollari) e la custodia dei suoi tre figli.

## Personaggi e interpreti
- Goldie Appleby (30 episodi, 1959-1960), interpretata da Betty Hutton.
- Roy Strickland (20 episodi, 1959-1960), interpretato da Dennis Olivieri.
- Nicky Strickland (16 episodi, 1959-1960), interpretato da Peter Miles.
- Pat Strickland (15 episodi, 1959-1960), interpretata da Gigi Perreau.
- Hollister (11 episodi, 1959-1960), interpretato da Gavin Muir.
- Howard Seaton (7 episodi, 1959-1960), interpretato da Tom Conway.
- Lorna (6 episodi, 1959-1960), interpretata da Joan Shawlee.
- Rosemary (5 episodi, 1959-1960), interpretata da Jean Carson.
- Al (3 episodi, 1960), interpretato da Antony Carbone.
- Cecile (3 episodi, 1959-1960), interpretata da Hanna Landy.
- Zia Louise (2 episodi, 1959-1960), interpretata da Norma Varden.
- Jimmy (2 episodi, 1959-1960), interpretato da Louis Towers.

## Produzione
La serie, ideata da Stanley Roberts, fu prodotta da Hutton Productions e girata nei Desilu Studios a Culver City in California. Le musiche furono composte da Jerry Fielding. Tra i registi è accreditato Robert Sidney (5 episodi, 1959-1960).

### Sceneggiatori
Tra gli sceneggiatori sono accreditati:
- Stanley Roberts in 6 episodi (1959-1960)
- Ed Jurist in 3 episodi (1959-1960)
- Laurence Marks in 3 episodi (1959-1960)

## Distribuzione
La serie fu trasmessa negli Stati Uniti dal 1º ottobre 1959 al 30 giugno 1960 sulla rete televisiva CBS. La serie è conosciuta anche con i titoli The Betty Hutton Show: Goldie  e Goldie con le repliche in syndication.

## Episodi
| Stagione       | Episodi | Prima TV USA |
| -------------- | ------- | ------------ |
| Prima stagione | 30      | 1959-1960    |